# قصیده غنایی

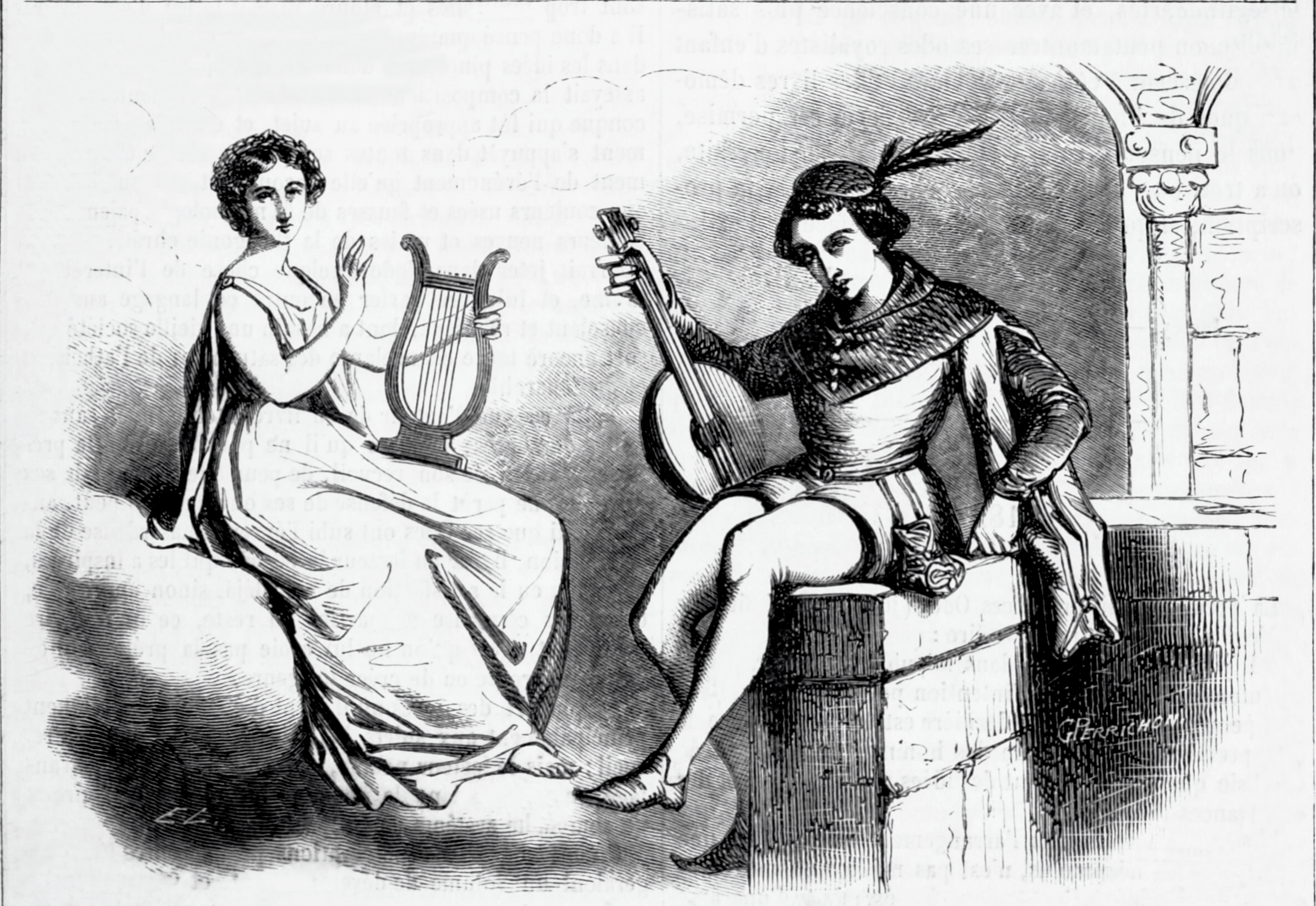
تصنیف قصیده (ode ballades) اثر ویکتور هوگو

قصیده غنایی نوعی شعر غنایی است که در آن یک شخص یا رویداد مورد تحسین و ستایش قرار می‌گیرد.
در انگلیسی به این نوع شعر «اود» (به انگلیسی: Ode، از ریشهٔ واژهٔ ᾠδή در زبان یونانی باستان) گفته می‌شود که این واژه مترادف قصیده در فارسی است. ابرهام کولی یکی از سرایندگان مشهور قصیده‌های غنایی به زبان انگلیسی است.